# Lophocalotes achlios
Lophocalotes achlios — вид ігуаноподібних ящірок родини агамових (Agamidae). Ендемік Індонезії.

## Поширення і екологія
Dendragama achlios мешкають в горах Барісан на південному заході Суматри. Вони живуть в густих вологих гірських і хмарних тропічних лісах. Зустрічаються на висоті понад 1000 м над рівнем моря. Ведуть деревний, малоактивний спосіб життя. Відкладають яйця, в кладці від 2 до 6 яєць.